# Challenger de Burnie 2023
El torneo Burnie International 2023 fue un torneo de tenis perteneció al ATP Challenger Tour 2023 en la categoría Challenger 75. Se trató de la 18.ª edición, el torneo tuvo lugar en la ciudad de Burnie (Australia), desde el 30 de enero hasta el 5 de febrero de 2023 sobre pista dura al aire libre.

## Jugadores participantes del cuadro de individuales
| Favorito | País                 | Jugador           | Rank1 | Posición en el torneo |
| -------- | -------------------- | ----------------- | ----- | --------------------- |
| 1        | Bandera de Australia | James Duckworth   | 156   | FINAL                 |
| 2        | Bandera de Australia | Rinky Hijikata    | 169   | CAMPEÓN               |
| 3        | Bandera de Australia | Max Purcell       | 205   | Segunda ronda         |
| 4        | Bandera de Japón     | Rio Noguchi       | 208   | Primera ronda         |
| 5        | Bandera de Australia | Omar Jasika       | 226   | Primera ronda         |
| 6        | Bandera de Australia | Dane Sweeny       | 246   | Primera ronda         |
| 7        | Bandera de Japón     | Hiroki Moriya     | 275   | Segunda ronda         |
| 8        | Bandera de Japón     | Yasutaka Uchiyama | 302   | Primera ronda         |

- 1 Se ha tomado en cuenta el ranking del 16 de enero de 2023.

### Otros participantes
Los siguientes jugadores recibieron una invitación (wild card), por lo tanto ingresan directamente al cuadro principal (WC):
- Alex Bolt
- Blake Ellis
- Jeremy Jin

Los siguientes jugadores ingresan al cuadro principal tras disputar el cuadro clasificatorio (Q):
- Charlie Camus
- Jake Delaney
- Matthew Romios
- Daisuke Sumizawa
- Yusuke Takahashi
- Brandon Walkin

## Campeones

### Individual Masculino
- Rinky Hijikata derrotó en la final a  James Duckworth, 6–3, 6–3

### Dobles Masculino
- Marc Polmans /  Max Purcell derrotaron en la final a  Luke Saville /  Tristan Schoolkate, 7–6(4), 6–4